# Rackham
Rackham (successivamente Rackham Entertainment) fu un editore francese di miniature e giochi di ruolo fondato nel 1997 da Jean Bey.
Nel momento di massima espansione raggiunse i 70 dipendenti, inclusi autori, illustratori, scrittori, scultori, pittori e fonditori. In seguito alla trasformazione in Rackham Entertainment Jean Bey mantenne solo la posizione di direttore artistico e la gestione del programma Sentinel.
Il principale prodotto della compagnia fu il wargame tridimensionale Confrontation, tradotto in cinque lingue e pubblicato in 41 paesi. Nel 2006 pubblicò il gioco di ruolo Cadwallon ambientato nello stesso mondo di Confrontation.
A partire dal luglio 2005 fu quotata sul listino Euronext.
Nel 2006 pubblicò il wargame tridimensionale fantascientifico AT-43 di scontri tra mecha. Per questo gioco vengono abbandonate le miniature metalliche che sono invece preassemblate e predipinte ed invece di essere prodotte direttamente sono esternalizzate a ditte cinesi. Tra i loro autori compare Paolo Parente.
Nell'agosto 2007 in seguito agli investimenti richiesti per AT-43 in confronto alle sue scarse vendite (perlomeno in Europa) e a quelli necessari per la nuova linea di miniature già dipinte per Confrontation , attivò la procédure de sauvegarde (l'equivalente francese dell'amministrazione controllata). il 28 ottobre 2008 cede la proprietà delle linee Confrontation e AT-43 alla venture capital Entrepeneur Ventures e si trasforma in Rackham Enterprises sotto l'amministrazione di Lucas Velimirovic.
Il 2 novembre 2010 la Rackham Entertainment annuncia la sua messa in liquidazione.